# 双威镇
双威镇，是位於馬來西亞雪蘭莪州八打灵县梳邦再也的一個市鎮，隶属于梳邦再也市议会，北部地区则属于八打灵再也市政厅。双威镇由同名的双威集团开发，而双威集团这个名字即是由双溪威，八打灵再也的一个新村易名而来。

## 商業

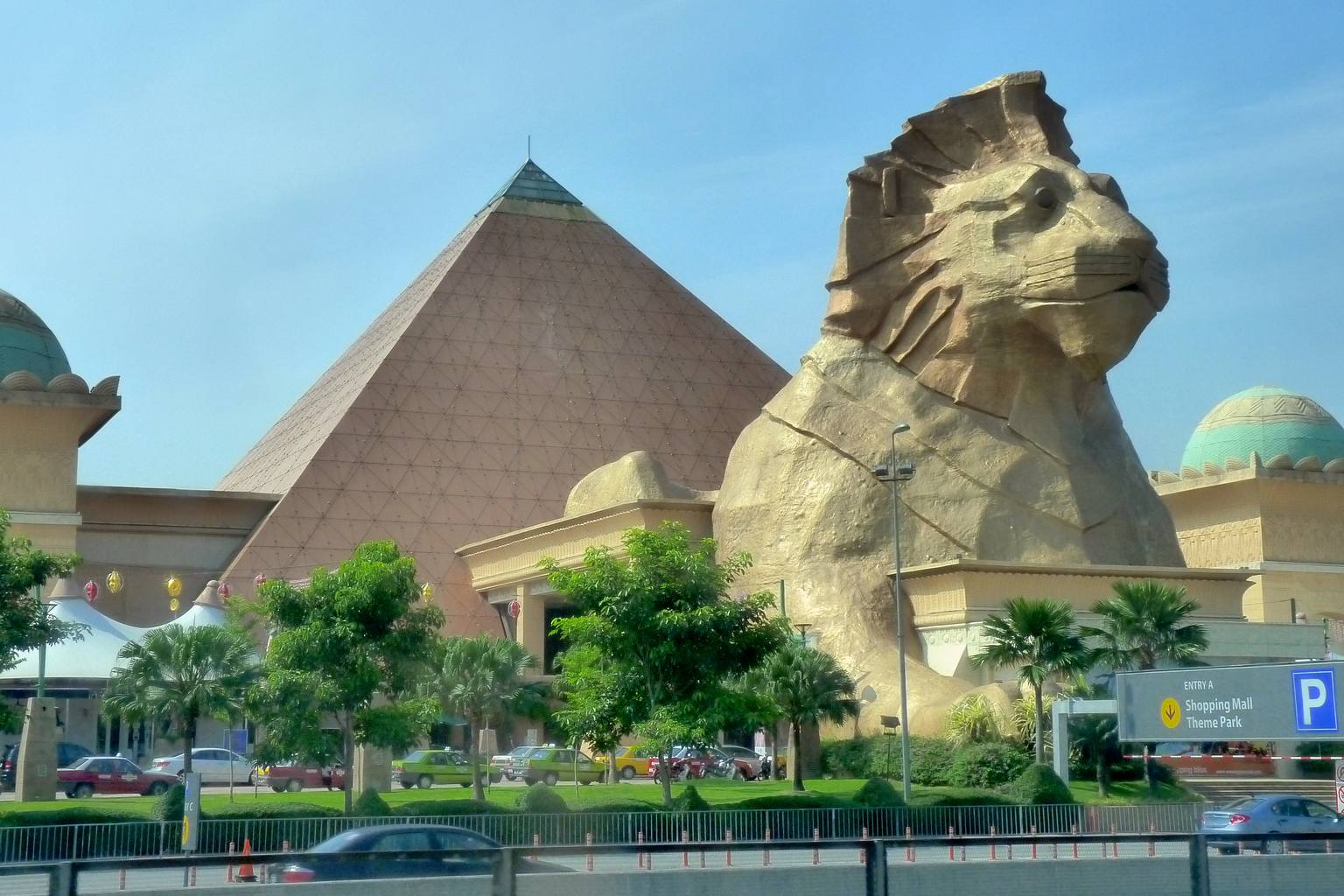
双威金字塔购物中心前面。

雙溪集團在雙威鎮建有多項設施，因此雙威鎮內商業活動蓬勃。
双威金字塔是一个于1997年7月开业的购物中心，是马来西亚第一个主题购物及娱乐中心。商场最容易辨识的设计是在入口处的埃及狮身人面相 “守卫”伴随着金字塔。建筑物的其余部分装饰着古代的风格，配有伪象形文字装饰外墙，以及众多的法老巫师像。
双威金字塔是马来西亚第一家拥有室内溜冰场的购物中心，直到IceScape溜冰场于IOI蒲种再也商场开放。

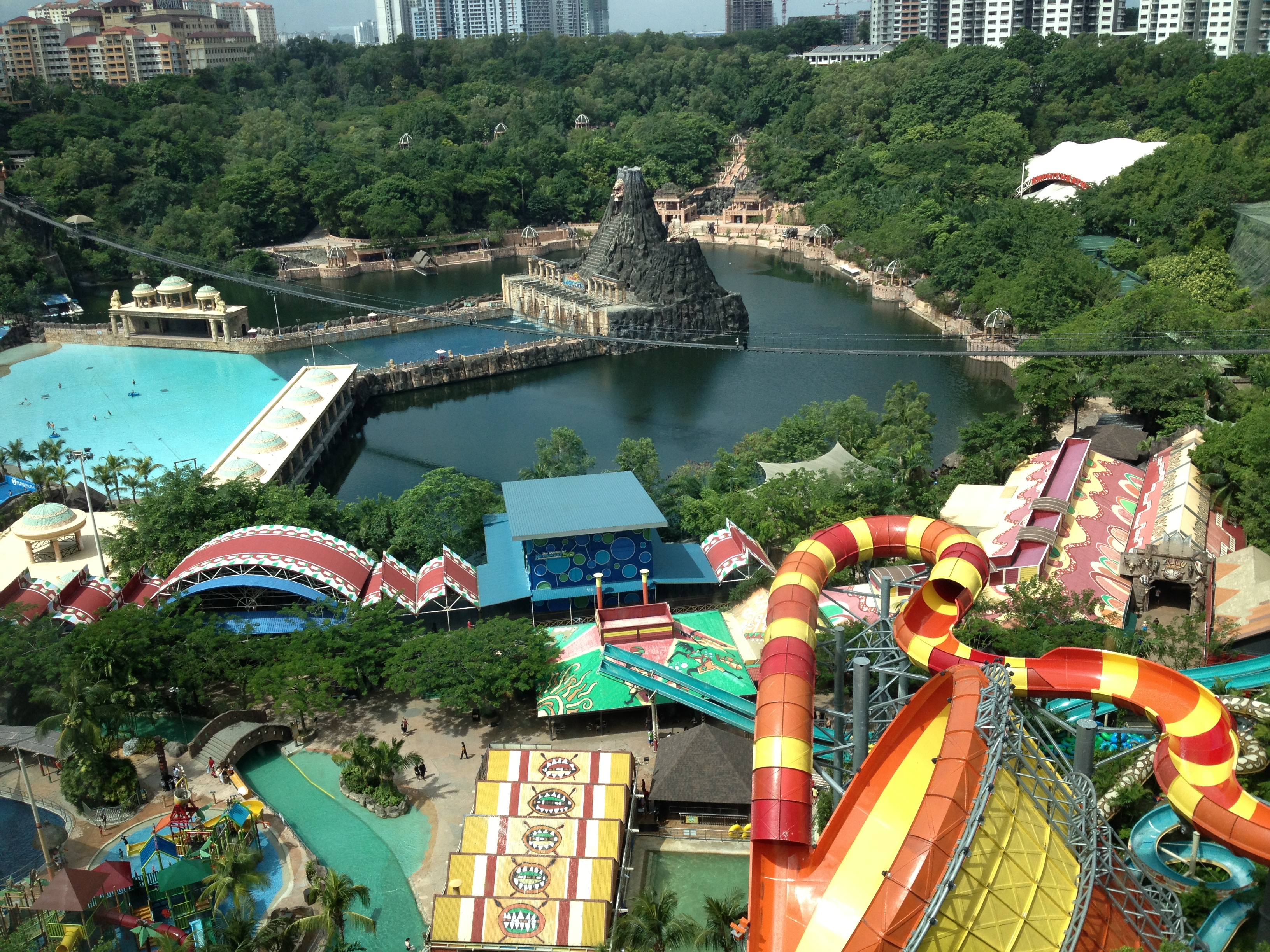
双威水上乐园

双威水上乐园位于双威镇的中心，它有许多不同的主题公园，包括马来西亚最大的游乐场和一个大型的水上乐园。

## 教育
双威也是一个高等教育枢纽，该地区有两所大型大学，即莫纳什大学马来西亚分校和双威大学，以及许多私人学院如双威学院、巴黎蓝带厨艺学校的马来西亚校区和The One Academy，一个成功的艺术学院，在2006年获得了ADreline奖。
双威镇内还有其他学校如双威镇国民小学和中学(SK&SMK Bandar Sunway)及。

## 醫療機構
双威镇由两家私人医院——双威医疗中心和毗邻梳邦再也的森那美医药中心提供服务。

## 交通

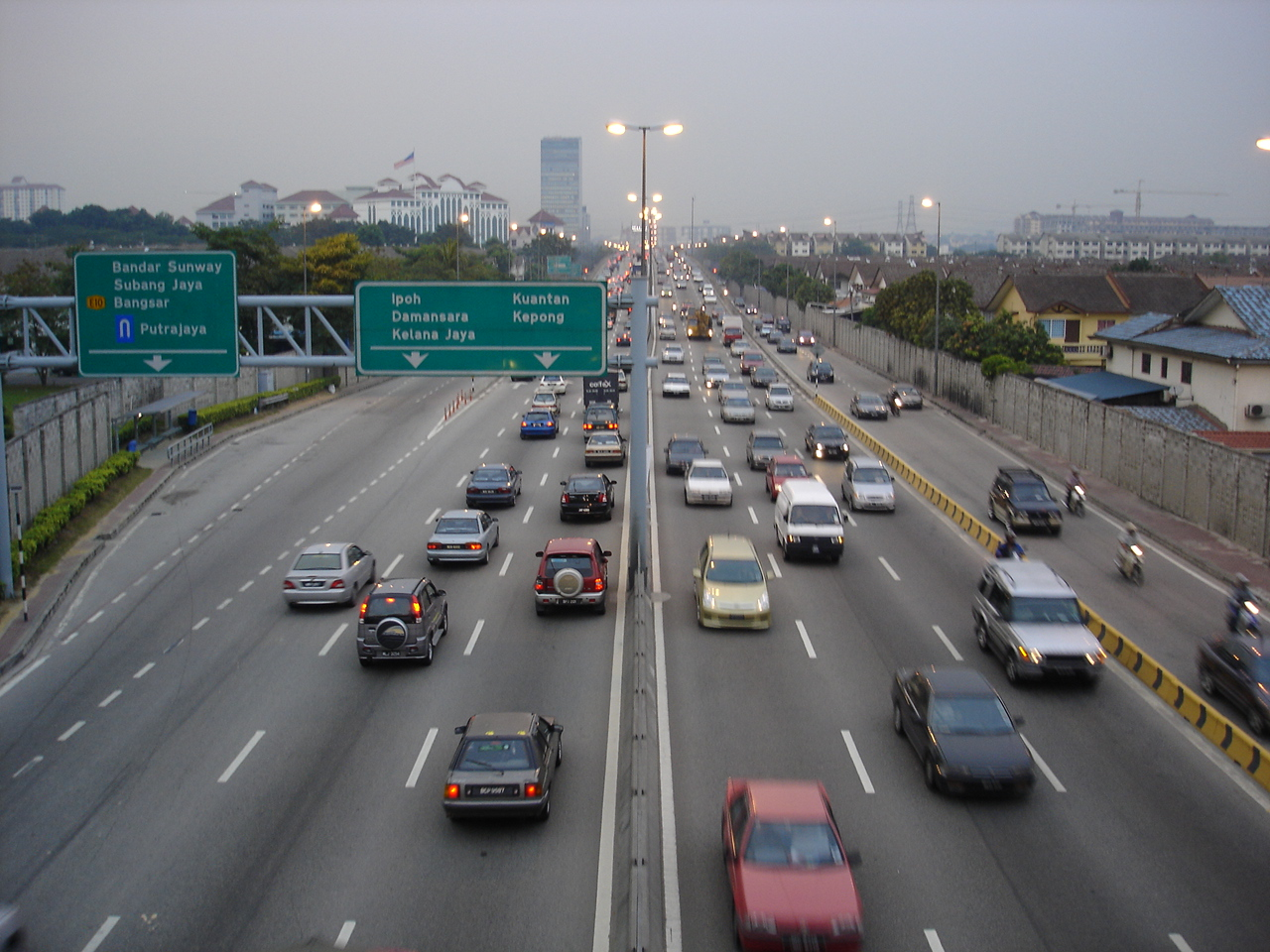
白蒲大道（LDP）双威镇路段晚间高峰时期一景

双威镇拥有良好的公路网，可通过联邦大道、莎亚南大道（KESAS）、新巴生河流域大道（NKVE）、新班底大道（NPE）、南北大道中环衔接大道（ELITE）和白蒲大道前往隆灵两市和巴生。区内附近也有一个通勤铁路车站——梳邦再也站。

### 快捷巴士系統
双威镇拥有一条快捷巴士系统（BRT）——双威线。双威线全長5.4公里，从 KD08 斯迪亚再也站延伸至 KJ31 USJ7站，期间经过孟达里、金字塔、莫纳什大学等地，其前身為双威单轨，於在2000年至2007年营运，但后来为了扩建金字塔购物中心，于是这个系统被转换成现今的快捷巴士系统。

### 鐵路系統
此外，梳邦机场 坐落雙威鎮以北13公里處。2018年5月起，乘客亦可通過  KJ28  KD09  梳邦再也站，轉乘天空花園線前往梳邦機場。

### 道路
双威镇境内有白蒲大道和衔接巴生港和吉隆坡的联邦大道。在几公里外也有一个交通枢纽，可衔接白蒲大道和莎亚南大道（KESAS），可通往巴生港口的班达马兰及吉隆坡南方的大城堡的。
位于双威金字塔前的高速公路是新班底大道（NPE），一个衔接梳邦再也至吉隆坡西南部的班底谷广播大厦的高速公路。

### 空橋
雙威金字塔廣場與雙威大學之間設有全長350工程的空橋（Canopy Walk）連結，係雙威集團利用雙威單軌的軌道改建而成 。

## 政治
双威镇属于梳邦国会议席，该议席在马来西亚下议院的代表为来自希盟公正党的黄基全。
同时，双威镇属于梳邦再也州议席，该议席在雪兰莪州议会的代表为来自希盟行动党的黄美诗。